# Mahmoud Zemmouri
Mahmoud Zemmouri (àrab: محمود زموري, Maḥmūd Zammūrī; Boufarik, 2 de desembre de 1946 - París, 4 de novembre de 2017) va ser un actor, director de cinema i guionista algerià, que va desenvolupar la seva carrera essencialment en França. Es va establir, des de 1968, en París, França, on va estudiar cinema, i, va representar a Algèria en molts festivals internacionals.

## Biografia
Mahmoud Zemmouri va ser notablement conegut per haver interpretat «Rachid» a Tchao Pantin de Claude Berri (1983), i Omar a La Smala de Jean-Loup Hubert (1984).
Mor, amb 70 anys, el 4 de novembre de 2017, en un hospital parisenc. Les restes mortals del cineasta Mahmoud Zemmouri, que va morir a París, van ser repatriades a Alger, va informar el president de l'Associació "Llums", Estimar Ràbia. Va morir el dissabte 4 de novembre, i va ser sebollit el dijous 9 de novembre, a la tarda a Boufarik (Blida), la seva ciutat natal.

## Filmografia

### Actor

#### Cinema
- 1977 : L'Autre France de Ali Ghalem
- 1983 : Tchao Pantin de Claude Berri
- 1984 : Pinot simple flic de Gérard Jugnot
- 1984 : La Smala de Jean-Loup Hubert
- 1986 : Nuit d'ivresse de Bernard Nauer
- 1987 : L'Œil au beur(re) noir de Serge Meynard
- 1991 : La Thune de Philippe Galland
- 1992 : Blanc d'ébène de Cheik Doukouré
- 1993 : L'Honneur de la tribu de Mahmoud Zemmouri
- 1994 : Hexagone de Malik Chibane
- 1997 : 100% Arabica de Mahmoud Zemmouri
- 2005 : Munich de Steven Spielberg

#### Televisió
- 1988 : Série Noire - La fée carabine de Yves Boisset
- 1989 : Commissaire Moulin - Paris 18 de Paul Planchon
- 1992 : Julie Lescaut de Caroline Huppert

### Director
- 1981 : Prends 10000 balles et casse toi
- 1986 : Les Folles Années du twist
- 1991 : De Hollywood à Tamanrasset
- 1993 : L'Honneur de la tribu
- 1997 : 100% Arabica
- 2006 : Beur blanc rouge
- 2007 : Imarat El-Hadj Lakhdar
- 2008 : Imarat El-Hadj Lakhdar 2
- 2009 : Imarat El-Hadj Lakhdar 3
- 2015 : Certifiée Hallal